# 3232 Берестя
3232 Берестя (3232 Brest) — астероїд головного поясу, відкритий 19 вересня 1974 року.
Тіссеранів параметр щодо Юпітера — 3,218.